# اریک کرس
اریک کرس (دانمارکی: Eric Kress؛ زادهٔ ۲۵ مارس ۱۹۶۲) فیلم‌بردار اهل دانمارک است. پدر او فرانسوی و مادرش دانمارکی است و خودش در زوریخ به‌دنیا آمده‌است.

## گزیدهٔ آثار

### سینما
- غایب (۲۰۱۴)
- ربوده‌شده ۳ (۲۰۱۴)
- دختری با خالکوبی اژدها (۲۰۰۹)
- آرن: شوالیه معبد (۲۰۰۷)
- سرقت رامبراند (۲۰۰۳)
- کوتاه و بلند (۲۰۰۱)

### تلویزیون
- وثیقه (۲۰۱۰)